# متلازمة جوبيرت مع فشل الكبد
متلازمة كوتش (باللغة الإنجليزية:COACH syndrome)المعروفة أيضا باسم متلازمة جوبيرت مع فشل الكبد، وهي مرض وراثي متنحي نادر، تكوّن اسم هذه المتلازمة بالإنجليزية اختصار لأعراض هذه المتلازمة، والتي تشمل: دودة المخيخ، عدم التنسج، متلازمة جيوبرت، الترنح الخلقي، والثلامة، وتشمع الكبد، والإعاقة الذهنية المعتدلة. وتندرج هذه المتلازمة تحت فئة الاضطرابات المرتبطة بمتلازمة جيوبرت (JSRD).
تم وصف المتلازمة لأول مرة في عام 1974من قبل سدير هنتر وأقرانه في مستشفى مونتريال للأطفال،  لم يتم تسميتها بمتلازمة كوتش إلا في عام 1989، من قبل فيرلوز ولامبوت، في مستشفى جامعة سارت تيلمان، بلجيكا.

## العلامات والأعراض

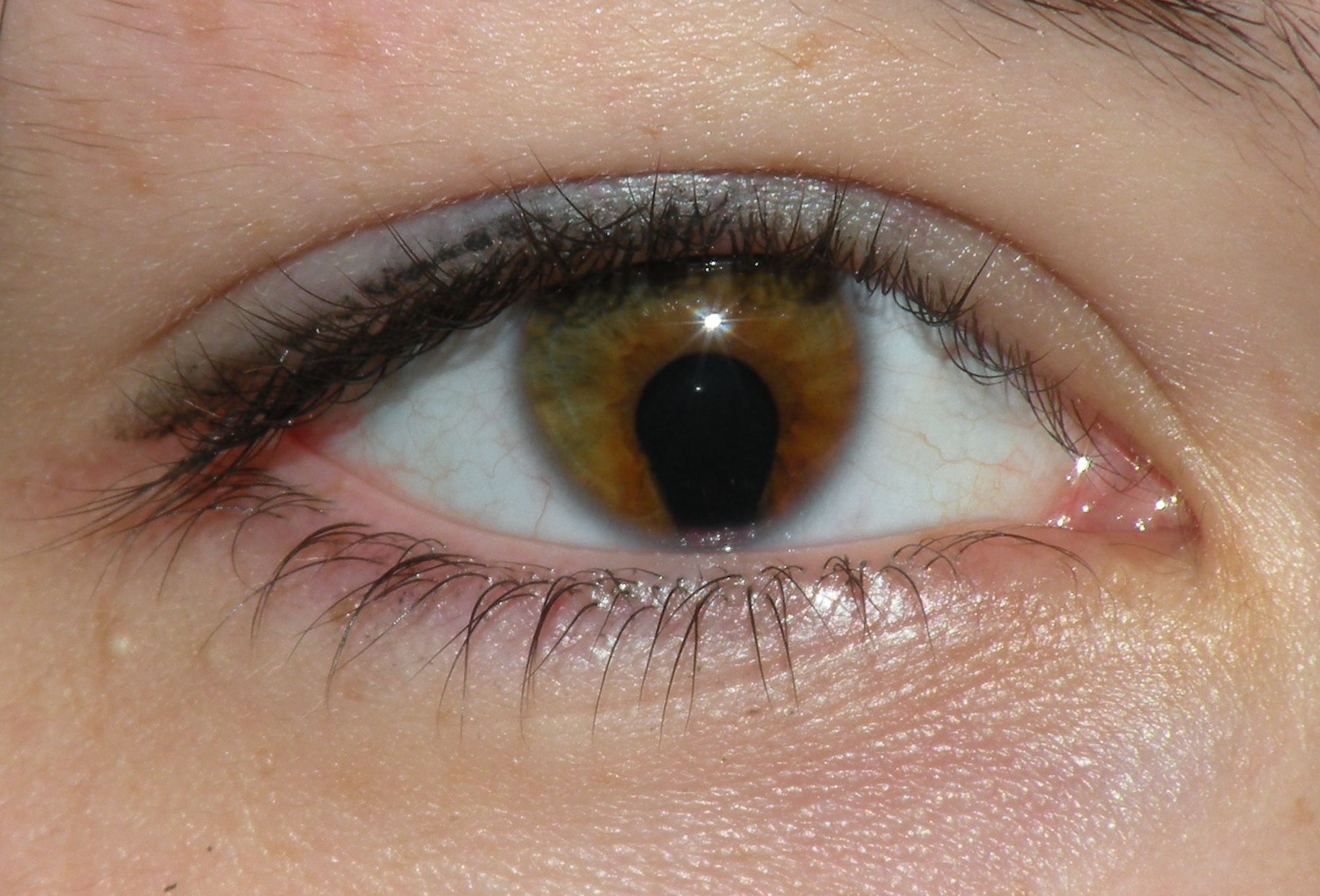
مثال على كولوبوما العين

أعراض متلازمة كوتش: تميل ظهور الأعراض منذ الولادة وحتى الطفولة المبكرة، ومن أشهر هذه الأعراض: تشوهات الوجه مثل اتساع الجبهة وتدلي إحدى العينين أو كلتيهما واختلال محاذاة العينين. وفم على شكل «فم شبوطي»، وتسطح الوجه والأنف وتباعد الأعضاء. 
 نقص التوتر هومن الأعراض المحتملة لمتلازمة كوتش وغالبًا ما يكون المرضى ضمن النسب المئوية الدنيا من حيث الطول وارتفاع الوزن. وقد يعاني الأطفال الرَضع المصابون بمتلازمة كوتش في فرط شديد في التنفس ومضاعفات في التنفس، مثل التنفس غير المنتظم. ولهذا يجب الإهتمام بالمرضى في سن الرضاعة، وقد تختفي هذه المشكلات التنفسية بعد سن الرضاعة.
والتأخيرات السلوكية والفكرية هي الأعراض التي يسببها نقص التنسج أو تكون دودة المخيخ والتخلف العقلي؛   أي التأخر في الكلام والمشي، والتأخر في التعلم والقضايا الاجتماعية؛  والمهارات الحركية الضعيفة والتوازن، وضعف الكلام، والمشية الخفيفة أو ترنح اليد وحركة العين غير المنتظمة هي من أعراض المرض التي تُعزى إلى ترنح خلقي.
تظهر الثلامة العين في الشبكية على شكل «ثقب» في بنيتها، وتسبب ضعف الرؤية، والحساسية المحتملة للضوء، والتباين في حجم كرة العين.  وقد يسبب تراكم الأنسجة في الكبد، المعروف باسم تشمع الكبد، أعراضًا مثل  يرقان والاستسقاء والنزيف غير الطبيعي وتضخم الطحال.  وتشير التقديرات إلى أن مضاعفات الكلى على شكل تكيس الكلى أو أمراض الكلى تؤثر على 77 ٪ من المرضى الذين يعانون من متلازمة كوتشن، وبالتالي فهي من الأعراض الهامة لهذه المتلازمة. 

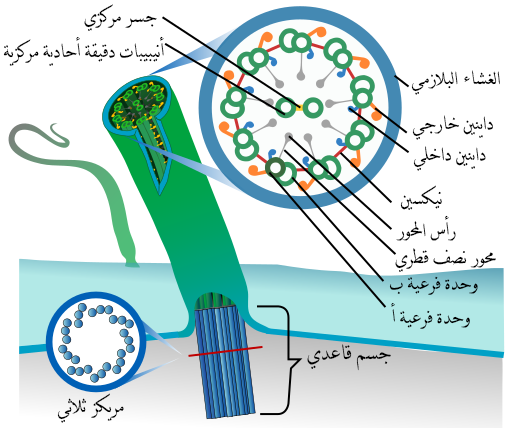
رسم تخطيطي لهيكل الكيليوم الأولي

بسبب الارتباط العائلي بين الأجيال وتكرار مشاركة الأشقاء في ميراث متلازمة كوتشن، يتم تصنيفها على أنها اضطراب وراثي جسمي متنحي، ومتلازمة كوتشن هي مجموعة من الأمراض مصنفة حسب سلوك غير منتظم للأهداب الأولية، التي تشارك في انقسام الخلايا، والنقل، والاتصالات، وتمايز الأنسجة. هذا يؤدي إلى نمو الأنسجة الغير المنتظمة في الأعضاء وأمراض أخرى مختلفة.  83٪ من حاملي متلازمة كوتشن تعرضوا لطفرة أو طفرتين على جين MKS3 ، وتشير النتائج إلى أن هذا هو المكان الذي يمكن فيه اعتماد معظم الأعراض. وقد يكون لجينات CC2D2A وRPGRIP1L بعض المساهمات البسيطة، حيث أُبْلِغَ عن حوالي 8.7٪ على حدوث طفرة في جين CC2D2A الجينات و 4.3٪ في جين RPGRIP1L ، يقال إن هذه الطفرات الجينية الثلاثة تغطي 96٪ من العائلات التي تعاني من متلازمة كوتش.

## التشخيص
يعتمد تشخيص متلازمة كوتش على وجود الفئات الخمس جميعها، دودة المخيخ تنسج، وتخلف عقلي، وترنح خلقي، وثلامة، وتشمع الكبد.
يتم الكشف عن نقص تنسج في دودة المخيخ من خلال فحص التصوير بالرنين المغناطيسي (MRI). إن وجود «علامة السن المولية» (MTS) في فحص التصوير بالرنين المغناطيسي، يدل على وجود تشوه في الدماغ الخلفي في منتصف الدماغ، وهذه الحالة المؤكدة هي مؤشر رئيسي لمتلازمة كوتش.
يُعزى الشكل المميز لـ MTS إلى السوقية المخيخية العلوية وحفرة بين السويقتين وحفرة المتداخلة العميقة.
 ولتشخيص الرنح ، يلزم إجراء كل من التقييم العصبي والفحص البدني. يمكن أن يشمل ذلك فحوصات التصوير بالرنين المغناطيسي، ودراسة السلوك والمهارات الحركية في مرحلة الطفولة، وتحليل تاريخ العائلة وعلم الوراثة.
في حالة الرنح الخلقي، يولد المرضى بهذه الحالة، وبالتالي يكون التشخيص أكثر صعوبة، وبالتالي فإن تشخيص الرنح وحده لا يكفي للإشارة إلى متلازمة كوتشن، ويجب استخدامه بالاقتران مع الأعراض الأخرى.  يتم تشخيص قلة النوم، المعروفة أكثر باسم الإعاقة الذهنية، باستخدام الاختبارات الشخصية لقياس الذكاء والفحص البدني للأمراض الشاذة وخلل التنسج في الوجه. يحتوي تشمع الكبد على مجموعة من تقنيات التشخيص، بما في ذلك الغازية وغير الغازية. فحص خزعة الكبد هو تقنية جائرة، تستخدم أنسجة الكبد المستخرجة من المريض لتحديد درجة وشدة التليف، وقد توفر أيضًا نظرة ثاقبة لنمو الورم.
تستخدم الاختبارات القائمة على التصوير بالموجات فوق الصوتية موجات الإشعاع لقياس صلابة الأنسجة وهي غير جراحية. اختبارات المصل هي أيضًا غير جراحية، وتشخص مضاعفات الكبد على أساس كمية ووجود بعض البروتينات والمواد الكيميائية في الجسم. يمكن اكتشاف التكيسات الكلوية باستخدام تقنيات الموجات فوق الصوتية، ويمكن أن تشير مراقبة تركيز البول لدى المريض بحثًا عن أي تشوهات إلى مضاعفات كلوية أخرى مثل سحاف الكلية.

## إدارة

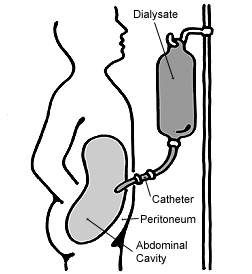
رسم تخطيطي لعلاج المضاعفات الكلوية بغسيل الكلى

لا يوجد علاج لمتلازمة كوتش، وبالتالي فإن العلاج يستهدف المضاعفات المختلفة التي ينطوي عليها وإدارة المرض وأعراضه.
تشمل الإدارة مراقبة النشاط العصبي للمرضى وأنماط التطور والوظائف الكلوية والكبدية سنويًا.حيث يمكن لبرامج التربية الخاصة والعلاج الوظيفي للكلام والضعف الحركي أن تحسن أعراض الإعاقة الذهنية ونوعية الحياة للمرضى.و يتم تقديم الدعم النفسي المستمر للأسر والمرضى بالإضافة إلى تقديم رعاية متخصصة للمساعدة في الاندماج المجتمعي.
وفي بعض الحالات، يتم وصف الأدوية المضادة للصرع أو مضادات الذهن لتقليل الغضب والصعوبات السلوكية وتحسين الحالة المزاجية.
 قد يحتاج بعض الأطفال الذين يعانون من نقص التوتر وغيرها من مضاعفات المهارات الحركية إلى أنبوب تغذية أنفي معدي من أجل ضمان الحصول على العناصر الغذائية الكافية وعدم تعطل التنفس. 
يمكن استخدام جراحة العيون لعلاج الثلامة وتدلي الجفن لتحسين الرؤية والمظهر.
من الأساليب الشائعة لعلاج الورم القولوني زراعة عدسة داخل العين (IOL)، حيث يتم إدخال عدسة جراحيًا ويتم لصقها في القزحية لتحسين الرؤية والمظهر. في بعض الحالات الشديدة، بالتزام مع زراعة عدسة العين، يمكن إدخال قزحية اصطناعية في كبسولة العدسة لعلاج هذه الحالة. لعلاج تدلي الجفن، يتم استخدام رأب الجفن العلوي لأسباب تجميلية ووظيفية. يتم إزالة الدهون الزائدة والعضلات الزائدة ورفع الغطاء في هذا الإجراء، وتعتبر عملية بسيطة.
إذا كانت وظائف الكلى غير طبيعية، فإن غسيل الكلى هو طريقة قابلة للتطبيق للإدارة، على الرغم من أنه ليس علاجًا. ينطوي غسيل الكلى على إعادة تصفية الدم من خلال جهاز غسيل الكلى الخارجي، ويتم إجراؤه عادةً ثلاث مرات في الأسبوع لتحسين نوعية الحياة. في معظم الحالات المتقدمة، ستكون هناك حاجة لعملية زراعة الكلى لضمان بقاء المريض.
 يحتوي تشمع الكبد على مجموعة متنوعة من خيارات العلاج، بما في ذلك الطرق المضادة للالتهاب، والتي تهدف إلى منع تراكم الأنسجة في الكبد. هناك طرق متعددة، مثل استهداف أو إزالة الخلايا المولدة للكولاجين، وتعطيل مستقبلات بعض السيتوكينات وتثبيت عامل نمو النسيج الضام (CTGF).
في حالات تشمع الكبد المسبب تقدم لفشل الكبد ، تكون جراحة زراعة الكبد ضرورية لاستعادة الوظيفة.  

## توقعات سير المرض
يتم تصنيف متلازمة كوتش على أنها اضطراب متعلق بمتلازمة جوبيرت (JSRD). تؤثر متلازمة جوبيرت على ما يقرب من 1 من كل 80000 إلى 1 من كل 100000 ولادة حية، مما يعني أنها مرض نادر، في حين أن متلازمة كوتش أكثر ندرة، حيث تم الإبلاغ عن 43 حالة فقط منذ اكتشافها حتى عام 2010.  يقدر أنه يحدث في أقل من واحد من كل مليون شخص.  بسبب هذه الندرة، يتم التعامل مع تشخيص المرض مع كل حالة على حدة. يعتمد البقاء على قيد الحياة على شدة الأعراض، حيث يبقى معظم المرضى على قيد الحياة في سن الرضاعة.  الأسباب المحتملة للوفاة مع تقدم الزمن هي الفشل الكلوي والكبدي في مراحل لاحقة من الحياة.

## تاريخ
نُشر أول تقرير رسمي عن متلازمة كوتش في عام 1974 في مستشفى مونتريال للأطفال، حيث تم إختيار شقيقين، أخ وأخت، مع تقديم جميع المكونات الخمسة للاضطراب. يلخص التقرير تاريخ العائلة ويقدم تقارير حالة مفصلة عن الشقيقين، ويحلل جميع الاضطرابات الصحية للوصول إلى نتيجة حول الحالة. أظهر كل من الأشقاء أعراض تشمع الكبد الخلقي، ورم القولون المشيمي، وخصائص التشوه، والكلى متعددة الكيسات، واعتلال الدماغي الذي يسبب التخلف العقلي ومشاكل النمو. ويلخص التقرير إلى أن الأعراض التي قدمها الأشقاء لا تتوافق تمامًا مع أي اضطرابات أخرى موجودة، وهذا حفز المزيد من البحث في التصنيف الرسمي لمتلازمة كوتش في عام 1989. 
| علامة مرض                            | الأخ 1 | الأخ 2 |
| ------------------------------------ | ------ | ------ |
| التهاب الخشاء والتهاب الجيوب الأنفية | نعم    | نعم    |
| الاستجابة لأدوية دواعم اللثة         | لا     | نعم    |
| إصبع إضافي                           | لا     | نعم    |
| خط الشعر المنخفض                     | لا     | نعم    |
| تدلي الجفون                          | لا     | نعم    |
| ارتفاع الحنك                         | نعم    | نعم    |
| على شكل فم شبوطي                     | نعم    | نعم    |
| قصيرة وسط 3 أصابع                    | نعم    | لا     |
| أنف مسطح                             | لا     | نعم    |
| آذان غير طبيعية أو متخلفة            | نعم    | نعم    |
| الخياشيم المعكوسة                    | نعم    | نعم    |
| مضاعفات الفترة المحيطة بالولادة      | نعم    | نعم    |
| نطق الجبين                           | نعم    | نعم    |
| ارتفاع جفن احدى العيون               | نعم    | نعم    |
| الحول                                | نعم    | نعم    |
| رأرأة                                | نعم    | نعم    |
| قلة العضلات                          | نعم    | نعم    |
| كلام غير واضح                        | نعم    | لا     |
| حركات غير منتظمة                     | نعم    | نعم    |
| اختلاج الحركة                        | نعم    | نعم    |
| العجز الفكري                         | نعم    | نعم    |
| ثلامة العين                          | نعم    | نعم    |
| التشوهات الكلوية                     | نعم    | نعم    |
| تشمع الكبد                           | نعم    | نعم    |

يشير التقرير الرسمي الذي يصنف متلازمة كوتش في عام 1989 من قبل فيرلوس ولامبوت الاضطراب في شقيقين وطفل ثالث من غير الأقارب، ووجد أعراضًا مشابهة جدًا للتقرير الأولي في عام 1974. ويختتم التقرير باقتراح ضرورة الإبلاغ عن المزيد من حالات الاضطراب من أجل تحسين تعريفه، وتعيين اسم متلازمة كوتش كاختصار للأعراض الرئيسية. 